# Un film rovinato
Un film rovinato (おんぼろフィルム?, Onboro film) è un cortometraggio anime parodistico con ambientazione western diretto da Osamu Tezuka. Presentato al primo festival d'animazione di Hiroshima nel 1985, l'anime è dal 2013 disponibile sul canale YouTube di Tezuka Productions e su quello di Rakuten Viki con il titolo inglese di Tezuka Osamu's 13 Experimental Films - Broken Down Film.

## Trama
In un cartoonesco far west in bianco e nero, un giovane cowboy viaggia da solo per il deserto. Durante la sua cavalcata non manca di compiere stupefacenti imprese come salvare una giovane donna legata ai binari del treno o sfidar a duello un brigante fuorilegge, il tutto prendendosi gioco comicamente del mondo dei cartoon, usando impropriamente con effetto comico balloon e sequenze immagini.